# Pirol-2-karboksilat monooksigenaza
Pirol-2-karboksilat monooksigenaza (EC 1.14.13.130, pirol-2-karboksilatna oksigenaza) je enzim sa sistematskim imenom pirol-2-karboksilat,NADH:kiseonik oksidoreduktaza (5-hidroksilacija). Ovaj enzim katalizuje sledeću hemijsku reakciju
pirol-2-karboksilat + NADH + H+ + O2 {\displaystyle \rightleftharpoons } 5-hidroksipirol-2-karboksilat + + + 2O
Ovaj enzim je flavoprotein (FAD). On inicira degradaciju pirol-2-karboksilata.

## Literatura
- Nicholas C. Price; Lewis Stevens (1999). Fundamentals of Enzymology: The Cell and Molecular Biology of Catalytic Proteins (Third изд.). USA: Oxford University Press. ISBN 019850229X.
- Eric J. Toone (2006). Advances in Enzymology and Related Areas of Molecular Biology, Protein Evolution (Volume 75 изд.). Wiley-Interscience. ISBN 0471205036.
- Branden C; Tooze J. Introduction to Protein Structure. New York, NY: Garland Publishing. ISBN 0-8153-2305-0.
- Irwin H. Segel. Enzyme Kinetics: Behavior and Analysis of Rapid Equilibrium and Steady-State Enzyme Systems (Book 44 изд.). Wiley Classics Library. ISBN 0471303097.

## Spoljašnje veze
- Pyrrole-2-carboxylate+monooxygenase на 